# Проминь (Николаевский район)
Проминь (укр. Промінь; до 2025 годах — Луч) — посёлок в Николаевском районе Николаевской области Украины.

## История
Поселение основано в 1953 году.
По результатам Всеукраинской переписи населения 2001 года, численность населения составляла 877 человек.
В июле 2001 года Кабинет министров Украины утвердил решение о продаже находившихся здесь 13 зданий военного городка № 107 (штаба, КПП, казарм, насосной станции, трансформаторной подстанции, клуба-столовой, гаража, склада, овощехранилища и др.).

## Местный совет
57263, Николаевская обл., Николаевский р-н, с. Шевченково, ул. Шевченко, 32, тел.: 28-42-08

## Предприятия
Николаевский радиоцентр (основан 16.02.1954)